# Canton de Louviers-Sud
Le canton de Louviers-Sud est une ancienne division administrative française située dans le département de l'Eure et la région Haute-Normandie.

## Histoire
Le canton a été créé en 1982 en scindant en deux l'ancien canton de Louviers.
| Période | Période          | Identité      | Étiquette | Qualité                                                           |
| ------- | ---------------- | ------------- | --------- | ----------------------------------------------------------------- |
| 1982    | 1992             | Odile Proust  | RPR       | Maire de Louviers de 1983 à 1995                                  |
| 1992    | 1992 (démission) | Alain Bureau  | PS        | Assistant parlementaire Député (1992-1993)                        |
| 1992    | 1998             | Odile Proust  | RPR       | Maire de Louviers de 1983 à 1995                                  |
| 1998    | 2008             | Franck Martin | PRG       | Maire de Louviers de 1995 à 2014 président de la CASE (1996-2013) |
| 2008    | 2015             | Guy Auzoux    | NC-UDI    | Dirigeant de sociétés                                             |

## Composition
| Communes            | Population (2012) | Code postal | Code Insee |
| ------------------- | ----------------- | ----------- | ---------- |
| Acquigny            | 1 438             | 27400       | 27003      |
| Amfreville-sur-Iton | 716               | 27400       | 27014      |
| Crasville           | 123               | 27400       | 27184      |
| La Haye-le-Comte    | 115               | 27400       | 27321      |
| La Haye-Malherbe    | 1 450             | 27400       | 27322      |
| Hondouville         | 721               | 27400       | 27339      |
| Louviers (Sud)      | 18 328            | 27400       | 27375      |
| Le Mesnil-Jourdain  | 252               | 27400       | 27403      |
| Pinterville         | 757               | 27400       | 27456      |
| Quatremare          | 361               | 27400       | 27483      |
| Surtauville         | 355               | 27400       | 27623      |
| Surville            | 735               | 27400       | 27624      |
| La Vacherie         | 485               | 27400       | 27666      |

## Démographie
| 1982 | 1990   | 1999   | 2006   | 2011   | 2012   |
| ---- | ------ | ------ | ------ | ------ | ------ |
| -    | 16 642 | 17 377 | 17 599 | 17 240 | 17 426 |